# Бирдињ
Бирдињ (фр. Burdignes) насеље је и општина у источној Француској у региону Рона-Алпи, у департману Лоара која припада префектури Сент Етјен.
По подацима из 2011. године у општини је живело 347 становника, а густина насељености је износила 11,26 становника/km². Општина се простире на површини од 30,81 km². Налази се на средњој надморској висини од 910 метара (максималној 1.382 m, а минималној 472 m).

## Демографија
| 1962. | 1968. | 1975. | 1982. | 1990. | 1999. | 2011. |
| ----- | ----- | ----- | ----- | ----- | ----- | ----- |
| 400   | 422   | 367   | 367   | 342   | 342   | 347   |

График промене броја становника у току последњих година